# Archives départementales de l'Allier
Les archives départementales de l'Allier sont un service du conseil départemental de l'Allier (Auvergne, France).

## Histoire

### Le bâtiment
Les services d'archives de l'Allier sont installés dans un bâtiment moderne, construit dans le parc du « château » de Bellevue, à Yzeure. Il a été inauguré en 1987 à l'occasion du Congrès national des archivistes, qui s'est tenu cette année-là dans l'Allier.

## Fonds

### Archives numérisées
Depuis le 28 janvier 2011, les archives départementales de l'Allier ont mis en ligne de nombreux documents :
- Les registres paroissiaux des origines à 1792 ;
- Les registres d'état civil de 1792 à 1903 ;
- Le cadastre napoléonien ;
- Les plans de Moulins au XVIIIe siècle ;
- Le livre d'Achille Allier, L'Ancien Bourbonnais (histoire, monuments, mœurs, statistique) ;
- L'État sommaire de la généralité de Moulins ;
- Le Sommier des fiefs de la généralité de Moulins.

## Directeurs
- 1839-1846 : Henryet de Launay ;
- 1846-1850 : Jouve ;
- 1850-1851 : Georges Fanjoux ;
- 1851-1852 : Bardoux ;
- 1852-1880 : Alphonse Chazaud ;
- 1880-1886 : Georges Chassoreille ;
- 1886-1895 : Augustin Vayssière ;
- 1895-1903 : Ferdinand Claudon ;
- 1903-1913 : Pierre Flament ;
- 1913-1937 : Max Fazy ;
- 1937-1948 : Paul Dupieux ;
- 1948-1978 : Bernard de Fournoux ;
- 1979-1991 : Michel Maréchal ;
- 1991-1994 : Isabelle Maurin-Joffre ;
- 1994-2021 : Denis Tranchard ;
- Depuis 2022 : Jean-Marie Linsolas

## Pour approfondir